# Colonia de Rhode Island y las Plantaciones de Providence
La colonia de Rhode Island y las Plantaciones de Providence fue una de las trece colonias originales inglesas establecidas en la costa este de América del Norte. Después de la Revolución Americana, se convirtió en el estado de Rhode Island.

## América temprana
La tierra que se convirtió en la colonia inglesa fue el primer hogar de los indios Narragansett, lo que llevó al nombre de la moderna ciudad de Narragansett, Rhode Island. El asentamiento europeo comenzó alrededor de 1622 con un puesto comercial en Sowams, ahora la ciudad de Warren, Rhode Island.
Roger Williams, un teólogo y lingüista puritano, fundó Plantación de Providence  en 1636 en un terreno que le cedió el sachem Narragansett Canonicus. Fue exiliado bajo la persecución religiosa de la colonia de la bahía de Massachusetts; él y sus compañeros colonos acordaron una constitución igualitaria que estipula el gobierno de la mayoría "en asuntos civiles", con libertad de conciencia en asuntos espirituales. Nombró el asentamiento Plantación de Providence , creyendo que Dios los había traído allí. (El término "plantación" se usó en el siglo XVII como sinónimo de "asentamiento" o "colonia").] Williams nombró a las islas en la Bahía de Narragansett como las virtudes cristianas: Islas de la paciencia, la prudencia y la esperanza.
En 1637, otro grupo de disidentes de Massachusetts compró tierras de los indios en la isla Aquidneck, que en ese momento se llamaba Rhode Island, y establecieron un asentamiento llamado Pocasset. El grupo incluyó a William Coddington, John Clarke, y Anne y William Hutchinson, entre otros. Ese asentamiento, sin embargo, se dividió rápidamente en dos asentamientos separados. Samuel Gorton y otros se quedaron para establecer el asentamiento de Portsmouth (anteriormente Pocasset) en 1638, mientras que Coddington y Clarke se establecieron en las cercanías de Newport en 1639. Ambos asentamientos estaban situados en Rhode Island (Aquidneck).
El segundo asentamiento de plantación en el continente fue la compra de Shawomet de Samuel Gorton a los Narragansetts en 1642. Tan pronto como Gorton se estableció en Shawomet, las autoridades de la Bahía de Massachusetts reclamaron su territorio y actuaron para hacer cumplir su reclamo. Después de considerables dificultades con el Tribunal General de la Bahía de Massachusetts, Gorton viajó a Londres para conseguir la ayuda de Robert Rich, segundo conde de Warwick, jefe de la Comisión de Plantaciones Extranjeras. Gorton regresó en 1648 con una carta de Rich, ordenándole a Massachusetts que dejara de abusar de él y de su gente. En agradecimiento, cambió el nombre de Shawomet a Warwick.

## Interregno de Cromwell
En 1651, William Coddington obtuvo una carta independiente de Inglaterra para establecer la Comisión de Coddington, que lo convirtió en el gobernador de las islas de Rhode Island y Coneticut en una federación con la Colonia de Connecticut y la Colonia de la Bahía de Massachusetts. La protesta, la rebelión abierta y una nueva petición a Oliver Cromwell en Londres condujeron a la reincorporación a la carta original en 1653.

## Santuario para la libertad religiosa
Después de la restauración de 1660 del dominio real en Inglaterra, fue necesario obtener una Carta Real del Rey Carlos II. Carlos era un simpatizante católico en una Inglaterra firmemente protestante, y aprobó la promesa de libertad religiosa de la colonia. Él concedió la solicitud con la Real Carta de 1663, uniendo los cuatro asentamientos en la colonia de Rhode Island y las plantaciones de Providence. En los años siguientes, muchos grupos perseguidos se establecieron en la colonia, especialmente cuáqueros y judíos. La colonia de Rhode Island era muy progresiva para la época, aprobando leyes que abolían los juicios de brujería, el encarcelamiento por deudas, la mayoría de la pena capital y, el 18 de mayo de 1652, la esclavitud de los negros y blancos.
Rhode Island se mantuvo en paz con los indios locales, pero la relación fue más tensa entre otras colonias de Nueva Inglaterra y ciertas tribus y algunas veces condujo a un derramamiento de sangre, a pesar de los intentos de los líderes de Rhode Island para negociar la paz. Durante la guerra del rey Felipe (1675-1676), ambos bandos violaron regularmente la neutralidad de Rhode Island. La batalla más grande de la guerra ocurrió en Rhode Island, cuando una fuerza de las milicias de Massachusetts, Connecticut y Plymouth bajo el mando del General Josiah Winslow invadió y destruyó la aldea fortificada de Narragansett en el Gran Pantano en el sur de Rhode Island, el 19 de diciembre de 1675. Los Narragansetts también invadieron e incendiaron varias de las ciudades de Rhode Island, incluida Providence. Roger Williams conocía tanto a Metacomet (cuyo nombre en inglés era Philip) como a Canonchet cuando eran niños. Estaba al tanto de los movimientos de la tribu y rápidamente envió cartas informando al Gobernador de Massachusetts sobre los movimientos enemigos. Por su acción inmediata, Providence hizo algunos esfuerzos para fortalecer la ciudad, y Williams incluso comenzó a entrenar reclutas para la protección. En una de las acciones finales de la guerra, las tropas de Connecticut cazaron y mataron al "Rey Felipe", como llamaron al líder de la guerra de Narragansett Metacomet, en el territorio de Rhode Island.

## Dominio de Nueva Inglaterra
En la década de 1680, Carlos II buscó racionalizar la administración de las colonias inglesas y controlar más estrechamente su comercio. Las Actas de Navegación aprobadas en la década de 1660 fueron ampliamente rechazadas, ya que los comerciantes a menudo se encontraban atrapados y en desacuerdo con las reglas. Sin embargo, muchos gobiernos coloniales, principalmente entre ellos Massachusetts, se negaron a hacer cumplir los actos y avanzaron un paso más al obstruir las actividades de los agentes de la Corona.  El sucesor de Carlos, Jacobo II, creó el Dominio de Nueva Inglaterra en 1686 como un medio para lograr estos objetivos. Bajo su presidente provisional, Joseph Dudley, el disputado "País del Rey" (actual condado de Washington) fue llevado a dominio, y el resto de la colonia fue puesto bajo control del dominio por el gobernador Sir Edmund Andros. La regla de Andros era extremadamente impopular, especialmente en Massachusetts. La Revolución Gloriosa de 1688 depuso a Jacobo II y llevó a Guillermo III y María II al trono inglés; las autoridades de Massachusetts conspiraron en abril de 1689 para que Andros fuera arrestado y enviado a Inglaterra. Con este evento, el dominio colapsó y Rhode Island reanudó su gobierno autónomo.
La base de la economía continuó siendo la agricultura, especialmente la lechería y la pesca; La madera y la construcción naval también se convirtieron en las principales industrias. Los esclavos se introdujeron en este momento, aunque no hay registro de ninguna ley que legalice nuevamente la tenencia de esclavos. Irónicamente, la colonia más tarde prosperó debido el comercio de esclavos, al destilar el ron para venderlo en África como parte de un comercio triangular rentable de esclavos y azúcar entre África, América y el Caribe.
En 1707, Inglaterra y Escocia se fusionaron en un nuevo Reino de Gran Bretaña, convirtiendo a Rhode Island en una colonia británica, con los comerciantes escoceses teniendo acceso a sus mercados.

## Periodo Revolucionario
Las principales figuras de la colonia participaron en el comienzo en 1776 de la Guerra de Independencia de los Estados Unidos que liberó a Estados Unidos del Imperio Británico, como los exgobernadores reales Stephen Hopkins y Samuel Ward, así como John Brown, Nicholas Brown, William Ellery, el reverendo James Manning y el reverendo Ezra Stiles, cada uno de los cuales desempeñó un papel influyente en la fundación de la Brown University en Providence en 1764 como un santuario para la libertad religiosa e intelectual.
El 4 de mayo de 1776, Rhode Island se convirtió en la primera de las 13 colonias en renunciar a su lealtad a la Corona británica, y fue la cuarta en ratificar los Artículos de la Confederación entre los estados recientemente soberanos el 9 de febrero de 1778. Boicoteó la convención de 1787 que elaboró la Constitución de los Estados Unidos, y en un principio se negó a ratificar la misma. Después de que el Congreso enviara una serie de enmiendas constitucionales a los estados para su ratificación, la declaración de Derechos que garantiza libertades y derechos personales específicos; limitaciones claras en el poder del gobierno en procedimientos judiciales y otros; y declaraciones explícitas de que todos los poderes no delegados específicamente al Congreso por la Constitución están reservados para los estados o la gente. El 29 de mayo de 1790, Rhode Island se convirtió en el 13° estado y la última de las antiguas colonias en ratificar la Constitución.